# 1968年盜竊罪法令
《1968年盜竊罪法令》（英語：Theft Act 1968；c 60 （页面存档备份，存于））是英國國會的一項法令，為英格蘭及威爾斯訂立了許多侵犯財產權的罪行。該法令中的欺騙罪行後由《1978年盜竊罪法令》增補。2007年1月15日，《2006年欺詐罪法令》生效，重新界定了大多數欺騙罪行。

## 歷史
《1968年盜竊罪法令》是刑事法律修訂委員會（Criminal Law Revision Committee）改革英格蘭盜竊罪法律的成果。《1916年盜竊罪法令》（ Larceny Act 1916）將包括盜竊罪（larceny）在內的普通法（不成文法）罪行編纂為成文法則，但它仍然是一個複雜的罪行系統。《1968年盜竊罪法令》旨在透過一項單一的法令來取代現行的盜竊罪（larceny）及其他與欺騙有關的罪行的法律，創造一個更加條理清楚的原則體系，使法律能夠發展以適應新的狀況。

## 條文
該法令訂立了許多高度簡化的（至少不甚複雜的）罪行。

#### 詳題
本法令旨在修訂英格蘭及威爾斯關於盜竊及類似或有關連罪行的法律，並就此對婚姻其中一方向另一方提出的刑事法律程序訂定條文［……］；以及就與此等事項相關的其他目的訂定條文。

#### 「盜竊罪」的定義
- 第1條 – 「盜竊罪」的基本定義
- 第2條 – 「不誠實地」
- 第3條 – 「挪佔」
- 第4條 – 「財產」
- 第5條 – 「屬於另一人」
- 第6條 – 「意圖永久地剝奪他人財產」

#### 盜竊罪、搶劫罪、入屋犯法罪等
- 第7條 – 盜竊罪
- 第8條 – 搶劫罪
- 第9條 – 入屋犯法罪
- 第10條 – 嚴重入屋犯法罪
- 第11條 – 從對公眾人士開放的地方取走物品
- 第12條 – 未獲授權而取用汽車或其他運輸工具
- 第12A條 – 嚴重盜取車輛
- 第13條 – 竊取電力
- 第14條 – 英格蘭及威爾斯以外的郵件盜竊及搶劫等

#### 欺詐及勒索
- 第15條 – 以欺騙手段取得財產
- 第15A條 – 以欺騙手段取得轉帳
- 第15B條 – 第15A條之補充
- 第16條 – 以欺騙手段取得金錢利益
- 第17條 – 偽造帳目
- 第18條 – 公司高級人員就公司所犯的某些罪行所負的法律責任
- 第19條 – 公司董事等人作出的虛假陳述
- 第20條 – 文件的隱瞞等
- 第21條 – 勒索罪

#### 與被竊貨品等有關的罪行
- 第22條 – 處理贓物罪
- 第23條 – 就交回被竊或失去貨品的報酬作出廣告
- 第24條 – 與贓物有關的罪行範圍
- 第24A條 – 不誠實地保有錯誤貸項

#### 管有爆竊工具等
- 第25條 – 外出時備有偷竊用的物品等

#### 強制執行及程序
- 第26條 – 搜查贓物
- 第27條 – 關於控告盜竊罪、處理贓物罪的證據及程序
- 第28條 – 歸還令
- 第29條 – 四季法庭（英语：court of quarter sessions）的司法管轄權，以及簡易程序審訊

#### 一般及相應條文
- 第30條 – 配偶及民事伴侶
- 第31條 – 對民事法律程序及對權利的影響
- 第32條 – 對現有法律的影響及對罪行提述的解釋
- 第33條 – 雜項及相應修訂，以及廢除

#### 補充
- 第34條 – 釋義
- 第35條 – 生效日期及過渡性條文
- 第36條 – 簡稱，以及關於蘇格蘭及北愛爾蘭的一般條文

#### 附表
- 附表1 – 盜取鹿或魚等罪行
- 附表2 – 雜項及相應修訂
- 附表3 – 廢除

## 備註
1. ↑  The citation of this Act by this short title is authorised by section 36(1) of this Act.

## 外部連結
- 维基文库中的文獻全文：Theft Act 1968
- Text of the Theft Act, as amended （页面存档备份，存于）